# Dolichopeza (Trichodolichopeza) albogeniculata
Dolichopeza (Trichodolichopeza) albogeniculata is een tweevleugelige uit de familie langpootmuggen (Tipulidae). De soort komt voor in het Afrotropisch gebied.